# Nyköpings kontrakt
Nyköpings kontrakt är ett kontrakt inom Svenska kyrkan i Strängnäs stift.
Kontraktskod är 0404.

## Administrativ historik
Kontraktet bildades 1962
från huvuddelen av då upphörda Nyköpings västra kontrakt
- Kila församling som 2006 uppgick i Kiladalens församling
- Lunda församling som 2006 uppgick i Kiladalens församling
- Nyköpings västra församling som 1953 uppgått i Nyköpings Sankt Nicolai församling
- Nyköpings Sankt Nicolai församling som 2014 uppgick i Nyköpings församling
- Kvarsebo församling som 1952 uppgick i Linköpings stift och Norrköpings kontrakt
- Råby-Rönö församling som 1995 uppgick i Råby-Ripsa församling som 2002 uppgick i Rönö församling
- Bärbo församling som 1995 uppgick i Stigtomta församling
- Stigtomta församling som 2002 uppgick i Stigtomta-Vrena församling
- Nykyrka församling som 1995 uppgick i Stigtomta församling
- Tuna församling som 2006 uppgick i Kiladalens församling
- Bergshammars församling som 2006 uppgick i Kiladalens församling
- Tunabergs församling
- Oxelösunds församling som bildats 1953
- Dessutom ingick i Nyköpings västra kontrakt men överfördes 1962 till Oppunda kontrakt
  - Björkviks församling

från del av då upphörda Nyköpings östra kontrakt
- Ludgo församling som 1992 uppgick i Ludgo-Spelviks församling som 2002 uppgick i Rönö församling
- Spelviks församling som 1992 uppgick i Ludgo-Spelviks församling som 2002 uppgick i Rönö församling
- Nyköpings östra församling som 1989 uppgick i Nyköpings Alla Helgona församling som 2014 uppgick i Nyköpings församling
- Helgona församling som 1989 uppgick i Nyköpings Alla Helgona församling som 2014 uppgick i Nyköpings församling
- Svärta församling Som 2002 uppgick i Nyköpings Alla Helgona församling som 2014 uppgick i Nyköpings församling
- Runtuna församling som 2002 uppgick i Rönö församling
- Ripsa församling som 1995 uppgick i Råby-Ripsa församling som 2002 uppgick i Rönö församling
- Lids församling som 2002 uppgick i Rönö församling

- De övriga församlingarna i Nyköpings östra kontrakt överfördes 1962 till Daga och Hölebo kontrakt
  - Tystberga församling som 1998 uppgick i Tystberga-Bälinge församling som 2002 uppgick i Tystbergabygdens församling
  - Bälinge församling som 1998 uppgick i Tystberga-Bälinge församling
  - Lästringe församling som 2002 uppgick i Tystbergabygdens församling
  - Bogsta församling som 1980 uppgick i Lästringe församling
  - Sättersta församling som 1980 uppgick i Lästringe församling
  - Torsåkers församling som 1980 uppgick i Lästringe församling

1977 tillfördes från Oppunda kontrakt
- Vrena församling som 2002 uppgick i Stigtomta-Vrena församling
- Halla församling som 1995 uppgick i Vrena församling
- Husby-Oppunda församling som 1995 uppgick i Vrena församling

2000 tillfördes (återfördes) från då upphörda Daga och Hölebo kontrakt 
- Tystbergabygdens församling